# Dudleya edulis
Dudleya edulis là một loài thực vật có hoa trong họ Crassulaceae. Loài này được (Nutt.) Moran miêu tả khoa học đầu tiên năm 1943.